# Окли (Вайоминг)
Окли (англ. Oakley, Wyoming) — статистически обособленная местность, расположенная в округе Линкольн (штат Вайоминг, США) с населением в 18 человек по статистическим данным переписи 2000 года.

## География
По данным Бюро переписи населения США статистически обособленная местность Окли имеет общую площадь в 0,26 квадратных километров, водных ресурсов в черте населённого пункта не имеется.

## Демография
По данным переписи населения 2000 года в Окли проживало 18 человек, 5 семей, насчитывалось 9 домашних хозяйств и 10 жилых домов. Средняя плотность населения составляла около 119 человек на один квадратный километр. Расовый состав Окли по данным переписи распределился следующим образом: 94,44 % белых, 5,56 % — испаноговорящих.
Из 9 домашних хозяйств в 11,1 % — воспитывали детей в возрасте до 18 лет, 44,4 % представляли собой совместно проживающие супружеские пары, 44,4 % не имели семей. 44,4 % от общего числа семей на момент переписи жили самостоятельно, при этом 22,2 % составили одинокие пожилые люди в возрасте 65 лет и старше. Средний размер домашнего хозяйства составил 2,00 человек, а средний размер семьи — 2,80 человек.
Население статистически обособленной местности по возрастному диапазону по данным переписи 2000 года распределилось следующим образом: 11,1 % — жители младше 18 лет, 5,6 % — между 18 и 24 годами, 27,8 % — от 25 до 44 лет, 38,9 % — от 45 до 64 лет и 16,7 % — в возрасте 65 лет и старше. Средний возраст жителей составил 48 лет. На каждые 100 женщин в Окли приходилось 125,0 мужчин, при этом на каждые сто женщин 18 лет и старше приходилось 128,6 мужчин также старше 18 лет.
Средний доход на одно домашнее хозяйство в статистически обособленной местности составил 63 333 доллара США, а средний доход на одну семью — 64 167 долларов. При этом мужчины имели средний доход в 41 667 долларов США в год против 9063 доллара среднегодового дохода у женщин. Доход на душу населения в статистически обособленной местности составил 16 311 долларов в год. Все семьи Окли имели доход, превышающий уровень бедности, 10,5 % от всей численности населения находилось на момент переписи населения за чертой бедности, включая 40,0 % старше 65 лет.